# Ligg med mig
Ligg med mig (nynorska: Få meg på, for faen, bokstavligen 'Sätt på mig, för fan') är en norsk ungdomsfilm från 2011 och i regi av Jannicke Systad Jacobsen. Den är baserad på Olaug Nilssen ungdomsroman Få meg på, for faen. Det är en dramakomedi som kretsar kring 15-åriga Alma (Helene Bergsholm) och hennes sexuella uppvaknande. I samband med en skolfest inträffar en intim men oväntad situation, och efter händelsen blir Alma utfryst ur ungdomsgemenskapen.
Filmen blev uppmärksammad på olika internationella festivaler och vann på Tribeca pris för bästa manus.

## Handling
Alma är 15 år. Hon bor i den västnorska fjordbygden, tillsammans med sin mor. Hon vill ha svar omkring sin egen sexualitet och gör olika försök att förstå sig på den. 
Miljön är den fiktiva småorten "Skoddeheimen" i västra Norge. Här känner alla alla, och det är inte lätt att sticka ut och visa sig annorlunda. Huvudpersonen Alma upplever under filmens gång ett sexuellt uppvaknande och hon experimenterar med lust och sexuella uttryck. Hon döljer länge för sin mor att hon regelbundet ringer telefonsex-samtal och onanerar, samtidigt som hon fantiserar om den populäre skolkamraten Artur.
En kväll deltar Alma på en skolfest i ett hus i grannskapet. När hon och Artur råkar på varandra på utsidan av huset, där ingen annan ser på, ollar han henne genom att beröra hennes höft med sitt ollon. Han gör dock ingen vidare framstöt. Hon är överraskad med eggad av händelsen, drar sig undan och onanerar. Därefter återvänder hon till de andra och berättar om vad Artur gjorde. De tror henne inte, och Artur vill inte heller erkänna det hela. Så Alma beskylls för att ljuga och sprida illasinnat skvaller, blir föremål för utfrysning och får öknamnet "Pikk-Alma" ("Pitt-Alma" i den svenska översättningen).
Almas mor upptäcker att telefonräkningen inkluderar tusentals kronor som gått till ett "servicenummer", och Alma erkänner att det handlar om telefonsex-samtal – för att hon "är kåt". Alma meddelar dock att hon ska betala av för kostnaderna, och via modern kan hon påbörja ett deltidsarbete i ortens livsmedelsaffär. I affären råkar hon dock ut för nya problem, efter att hon stulit en porrtidning från butiken. Modern betraktar dottern som onormal. Alma får nog av mobbningen i skolan och tar sin tillflykt till klasskompisen Elisabeths storasyster, som bor i kollektiv i Oslo. Hennes mor välkomnar henne till slut hem igen.
Alma konfronterar Artur, som slutligen erkände att han ollade henne. Han förnekar dock att han var attraherad av henne (han har redan en flickvän). Artur bestämmer sig dock till slut för att offentligt erkänna ollningen. Han erkänner också att han faktiskt är intresserad av Alma, som därefter introducerar Artur för sin mor. De tre har middag ihop, där Alma frågar om Artur kan få sova över. Modern, som genom en granne fått reda på utfrysningen och misären Artur orsakat Alma, säger dock nej.

## Rollista
- "Alma" – Helene Bergsholm
- "Almas mor" – Henriette Steensrup
- "Artur" – Matias Myren
- "Elisabeth" – Julia Schnacht
- "Terje" – Arthur Berning
- "Maria" – Julia Bache-Wiig

## Produktion
Filmen är baserad på Olaug Nilssens bok med samma namn. Till filmatisering valde man ut en av bokens fyra delhistorier – den om Alma – och byggde därefter ut den. Filmmanuset skrevs av regissören Systad Jacobsen.
Filmen utspelas i och runt den fiktiva småorten Skoddeheimen. Inspelningarna genomfördes sommaren 2010 i bland annat Sauda kommun i nordligaste Ryfylke, kring den innersta delen av Boknafjorden. Kompletterande inspelningar skedde i angränsande Suldal kommun och Hjelmeland kommun. Inomhusscenerna spelades in i Sauda, utomhusscenerna i de två sistnämnda kommunerna.
Valet av inspelningsplats bestämdes bland annat genom delfinansiering genom Filmkraft Rogaland.
Skådespelarna var i de flesta fall födda och uppvuxna på landsbygden i Vestlandet, i de tre ovannämnda kommunerna i Ryfylke-bygden. Både Helene Bergsholm och Olaug Nilssen är från Førde kommun, och efter filmen har Bergsholm fortsatt med en skådespelarkarriär. Efter studier vid Kunsthøgskolen 2016–2019 är hon numera knuten till Nationaltheatret.
I filmen talas mest norska av västnorsk typ (se nynorska). Undantag är när Alma besöker Maria och dennas kollektivkamrater i Oslo, där bokmål är vanlig skriftspråkstandard.
Regissören Jannicke Systad Jacobsen tog sig an den populära norska ungdomsboken, för att behandla historien som hon "relaterade till på ett vänt filosofiskt och konstnärligt sätt.". Jacobsen sa att hon beundrade hur berättelsen fångade erfarenheten av att vara tonåring, där små incicenter kan bli stora saker. En stor del av rollbesättningen skedde i en västnorsk småstad av samma typ som den där handlingen utspelas, och de unga amatörskådespelarna fick inför inspelningen genomgå viss skådespelarträning. Många av dem såg filmmanuset bara strax innan själva inspelningen, vilket ledde till en mer spontan och mindre inövad scenframställning.

## Distribution
Ligg med mig deltog i filmprogrammet på Tribeca Film Festival, Zurich Film Festival och Stockholms filmfestival. Filmen hade en allmän norsk biopremiär i augusti 2011, där den kom att sälja många biljetter.
Filmen hade svensk biopremiär 9 december samma år och släpptes på DVD i april 2012. I Sverige var biofilmen åldersklassad som tillåten från 7 år. Vid distributionen på DVD och Blu-ray i Storbritannien 2013 fick filmen en rekommenderad 15-årsgräns.

## Mottagande
På Rotten Tomatoes har 92 procent av de samlade av de listade recensionerna varit positiva, med ett snittbetyg på 7,4/10.
Jacobsen vann manuspriset vid 2011 års Tribeca-festival. Filmen vann också 2012 års Amandaprisen för bästa norska biofilm, liksom för bästa foto.